# Eulophia burundiensis
Eulophia burundiensis är en orkidéart som beskrevs av Arbonn. och Daniel Geerinck. Eulophia burundiensis ingår i släktet Eulophia och familjen orkidéer.
Artens utbredningsområde är Burundi. Inga underarter finns listade i Catalogue of Life.